# Sedum piloshanense
Sedum piloshanense är en fetbladsväxtart som beskrevs av Fröderstr.. Sedum piloshanense ingår i Fetknoppssläktet som ingår i familjen fetbladsväxter. Inga underarter finns listade i Catalogue of Life.